# اسپرینگفیلد (آیداهو)
اسپرینگفیلد (به انگلیسی: Springfield) یک منطقهٔ مسکونی در ایالات متحده آمریکا است که در شهرستان بینگم، آیداهو واقع شده‌است. اسپرینگفیلد ۱٬۳۴۹٫۹۸ متر بالاتر از سطح دریا واقع شده‌است.